# Alphonse II (roi des Asturies)
Pour les articles homonymes, voir Alphonse II et Alphonse des Asturies.
Alphonse II des Asturies, dit « Alphonse le Chaste », né à Cangas de Onís vers 760, et mort le 20 mars 842 à Oviedo, était roi des Asturies de 791 à 842.

## Origine
Alfonso en espagnol ou Alphonse en français est le fils du roi Fruela Ier et de son épouse Munia. 
À la mort de son père en 768, il a été élevé par sa tante Audesinde et instruit au monastère Saint-Julien de Samos, en Galice.
Il exerce la gouvernance du palais sous le règne de Silo, de 774 à 783. À la mort de ce dernier, il est soutenu par sa tante et des grands de la cour pour devenir roi. Mais son oncle Mauregat intervient et réussit à le déposer.
Alphonse se réfugie aussitôt en Alava, résidence de sa famille maternelle. 
Il était en exil sous le règne du successeur de Mauregat, Bermude Ier.
Quand celui-ci renonce au trône après la déroute de ses armées à la bataille de Burbia, Alphonse revient des Asturies et est proclamé roi le 14 septembre 791.

## Règne

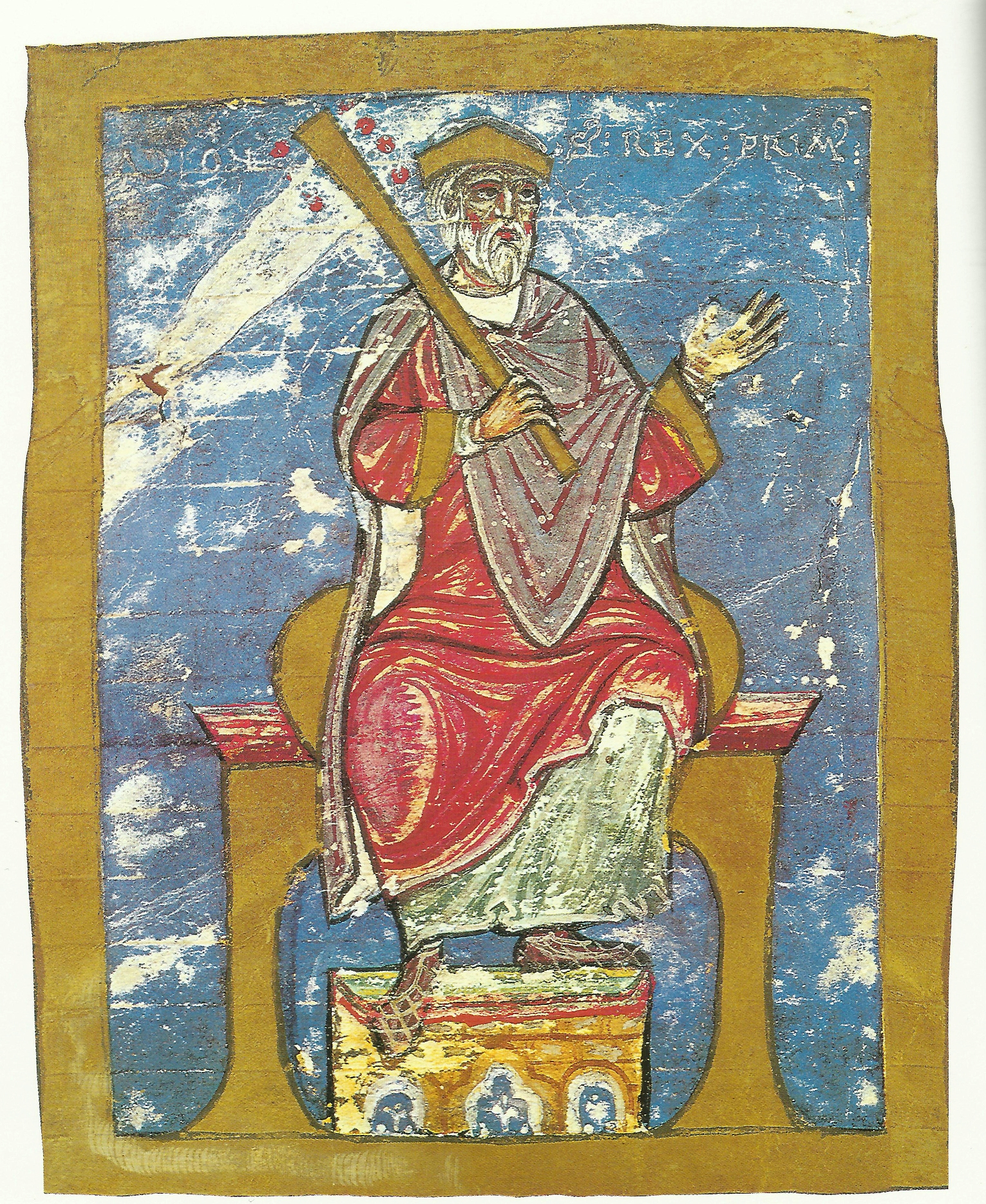
Alphonse II, manuscrit de Saint-Jacques-de-Compostelle.

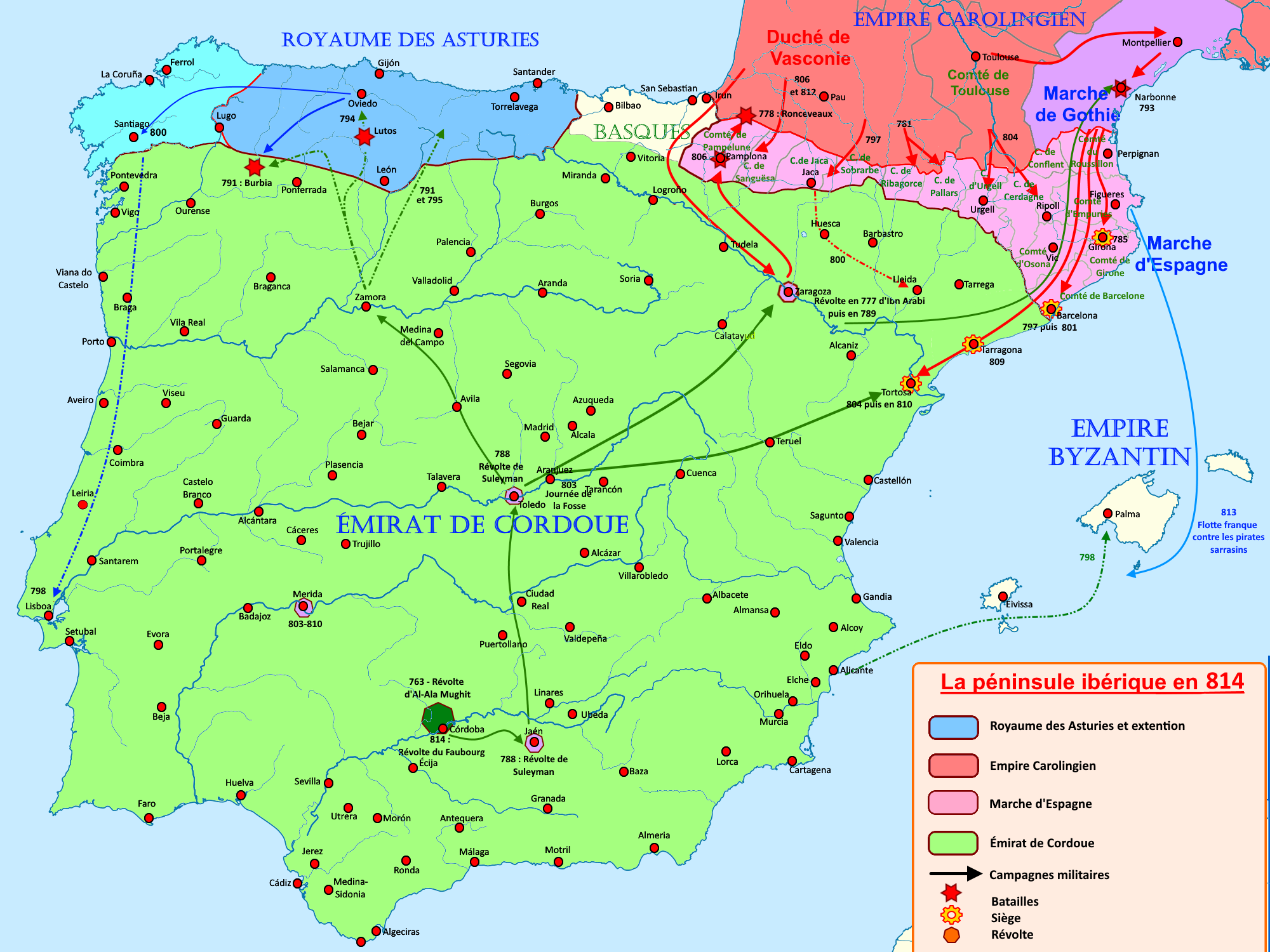
Carte de la péninsule ibérique en 814 avec les campagnes de Charlemagne et la création de la marche d'Espagne.

Le long règne d’Alphonse II correspond à ceux de Al-Hakam Ier et d’Abd al-Rahman II en Al-Andalus, et de Charlemagne et de Louis le Pieux chez les Francs, dont le territoire s’étendait jusqu’au nord de l’Espagne actuelle. Selon les Annales regni Francorum, plusieurs ambassades sont envoyées à la cour franque en 797 et 798.
Le nouveau roi cherche à légitimer son pouvoir face à l’autorité du royaume wisigoth, et il veut faire d’Oviedo – fondée vers 781 – l’héritière de Tolède. 
Il a fait construire un palais et diverses églises, mais aucune ne reste de nos jours mis à part l’église de San Tirso, aujourd’hui en ruines. 
Dans les faubourgs de la ville, Alphonse édifie l’église de Santullano, crée pour son royaume une chancellerie royale avec un notarius regis, et nomme des comites et des judices afin d’assurer l’administration des territoires. Dans le domaine religieux, il crée un évêché dans sa capitale et se présente comme le successeur des rois wisigoths soutenus par l’Églisr.
C’est sous son règne qu’est « miraculeusement » découverte, entre 810 et 830, la tombe de Santiago ou saint Jacques dans le diocèse d’Iria Flavia, en Galice. Cet évènement est présenté comme « un signe du ciel ».  
La lumière d’une étoile a éclairé l’endroit où était le corps de Santiago, c’est pourquoi quelqu’un l’a nommé Santiago de Compostela ou saint Jacques de Compostelle (le champ de l’étoile). 
Dès 834, Alphonse II déclare l’apôtre  comme « patronus et dominus totius Hispaniae ». Son règne connaît toutefois quelques troubles liés aux factions du palais. Vers 801-802, Alphonse II est brièvement déposé et enfermé dans un monastère, puis rétabli dans son trône.
Alphonse II le Chaste est également un combattant valeureux. Alors qu’en 794, Oviedo est encore pillée, les expéditions envoyées par les émirs en Galice et en Alava sont contenues. 

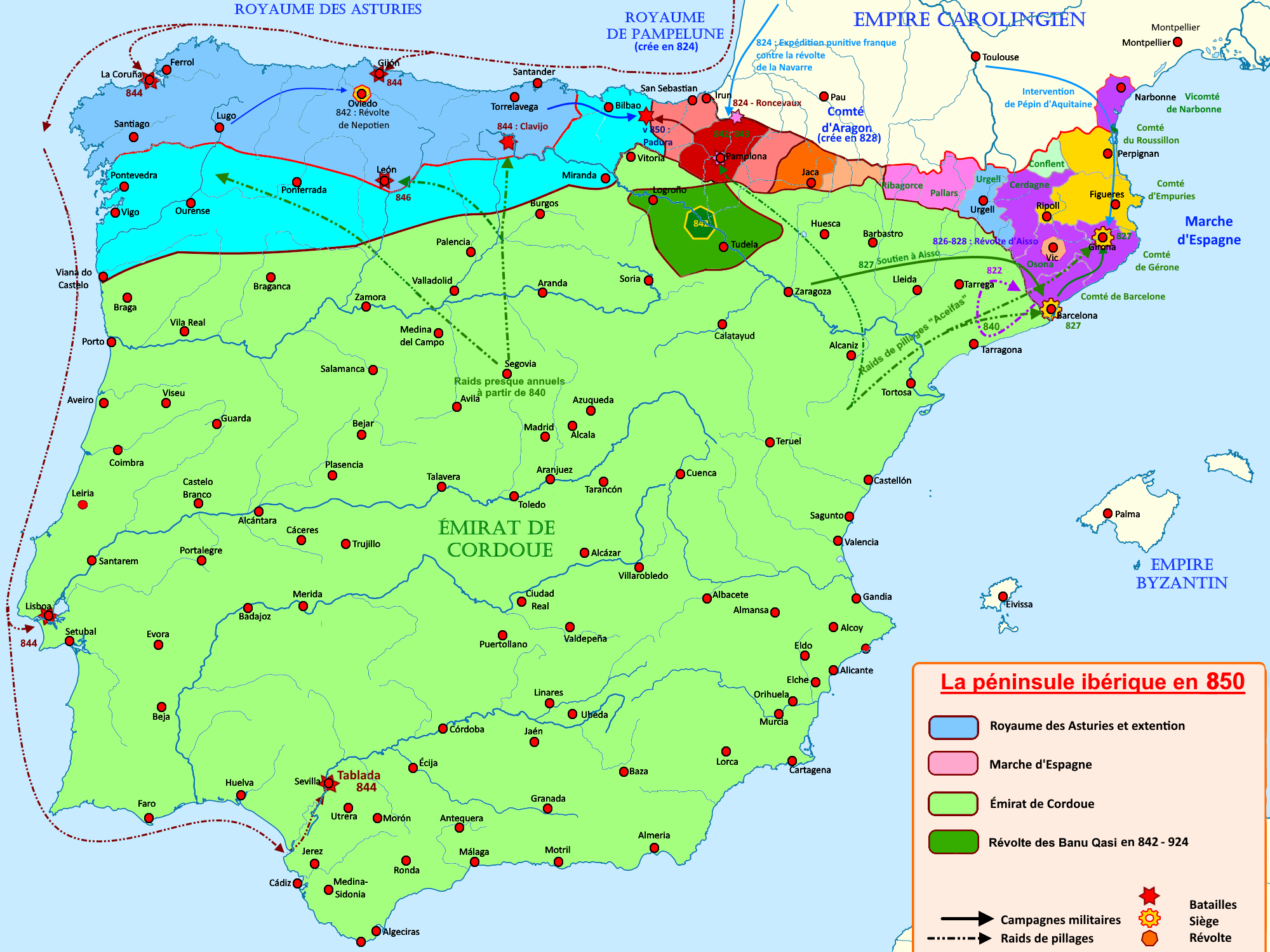
Le Royaume des Asturies de 814 à 850.

En 798, le roi parvient à atteindre Lisbonne, qui est mise à sac. Il réussit aussi à vaincre les musulmans à Nalón et Anceo, en 825.
Il conforte ses positions en Galice, à León et à Castille, et favorise leur repeuplement. En 833, il appuie la rébellion contre Cordoue du mawla de Mérida, à qui il donne asile avant de le faire tuer.
Enfin, Alphonse II meurt en 842, « après avoir porté pendant 52 ans et de manière chaste, sobre, immaculée, pieuse et glorieuse le gouvernement du royaume », pour citer la chronique. Toutefois, il meurt célibataire, ce qui ouvre une crise de succession, avant que ne lui succède son cousin, Ramire.